# Campora San Giovanni
Campora San Giovanni és una frazione del municipi italià d'Amantea, a la regió de Calàbria i a la província de Cosenza. L'any 2007 tenia 7.200 habitants.

## Geografia
Campora San Giovanni s'aboca sobre el litoral tirrènic i s'ha desenvolupat a partir dels anys cinquanta sobre un petit altiplà que domina una plana adjacent a la platja. La zona està vorejada per un turó destinat a la vinya i a l'oliverar. Aquest turó s'inclina suaument cap a la localitat i ofereix un panorama imponent:
- A l'esquerra, el golf de Lamezia Terme
- Davant, sobre la línia de l'horitzó, en els dies nets s'albira el volcà Stromboli, amb el seu plomall de fum.

Des del port de Campora es poden assolir en poc temps les Illes Eòlies.

## Barris
- Augurato
- Carratelli
- Cologni
- Cozza
- Cuccuvaglia
- Fravitte
- Gallo
- Imbelli
- Marano
- Marinella
- Mirabelli
- Oliva
- Piana Cavallo
- Piana Mauri
- Principessa
- Ribes
- Rubano
- Villanova

## Economia
Les fonts d'ingressos més importants de Campora San Giovanni són l'agricultura i el turisme. Des del segle xx, s'elabora a la regió la "ceba de Tropea", que és un producte d'exportació molt important. També és un lloc de vacances. El seu port, construït l'any 2003, comunica la localitat amb les Illes Eòlies, sent així part important de la infraestructura turística.

## Transport
Campora San Giovanni està situada al costat de l'autovia estatal SS18 i també s'hi pot accedir amb tren. L'aeroport Lamezia Terme, situat a 25 quilòmetres de la localitat, és accessible per l'autovia A3.